# 三池丸級貨客船
三池丸級貨客船（みいけまるきゅうかきゃくせん）とは、かつて日本郵船が所有していた貨客船のクラスの一つで、優秀船舶建造助成施設の適用を受けて三菱長崎造船所で4隻の建造が計画されたが、うち1隻は建造中止となり、1941年（昭和16年）から1943年（昭和18年）にかけて3隻が竣工した。しかし、竣工時期が太平洋戦争間近および開戦後となったため商業航海を行うことはかなわず、3隻すべてが徴傭船などとして運航された。また、計画図面通り竣工したのは1隻のみで、残る2隻は大幅に簡略化された状態で竣工した。全船が太平洋戦争で喪失し、戦後の残存船はない。
本項では主に、建造の背景や特徴、個々の船について説明する。

## 建造までの背景
日本政府は1937年（昭和12年）に優秀船舶建造助成施設を施行し、日本郵船は逓信省から優秀船建造の意向を打診され、船舶改善のために優秀船舶建造助成施設によって7隻9万4500トンの新造優秀貨客船を建造することとなった。対象は欧州航路、シアトル航路、南米西岸航路および豪州航路の各就航船で、欧州航路向けには新田丸級貨客船を建造して配する予定であった。一方、シアトル航路、南米西岸航路と豪州航路に関しては、優秀船投入と既存船振替の組み合わせで船舶改善を図ることとなったが、それに伴って両航路以外でも大規模な振替も予定されていた。当時、シアトル航路、南米西岸航路と豪州航路の就航船は以下のとおりであった（貨物船は除く）。
- シアトル航路：「氷川丸」、「平安丸」、「日枝丸」[2]
- 豪州航路：「賀茂丸」、「北野丸」、「熱田丸」[3]
- 南米西岸航路：「平洋丸」、「楽洋丸」、「墨洋丸」[3]

シアトル航路就航の氷川丸級貨客船は3隻とも1930年（昭和5年）と比較的新しかったが、豪州航路就航の3隻は1908年（明治41年）から1909年（明治42年）に建造の船齢30年超、かつて欧州航路に就いていた賀茂丸級貨客船で構成されており、 南米西岸航路は1926年（大正15年）3月に東洋汽船定期航路部門を継承し、1921年（大正10年）から1924年（大正13年）の建造の4隻、「安洋丸」（9,534トン）「銀洋丸」(8,613トン)「楽洋丸」（9,418トン）「墨洋丸」（8,619トン）が就航し命令航路就航船としては速力が落ちて陳腐化が甚だしく、既に安洋丸の代替で1930年（昭和5年）4月平洋丸(9,816 トン)を新造就航させ「銀洋丸」を転配し3隻体制としていたが更に「楽洋丸」は1936年（昭和11年）2月に受命資格を喪失しており、「墨洋丸」も1939年（昭和14年）5月に資格を失うことになっていた（1939年（昭和14年）7月18日、太平洋上で火災により沈没。）。氷川丸級貨客船自体も、サンフランシスコ航路就航の浅間丸級貨客船やカナダ太平洋汽船の貨客船との競争で苦しい戦いを強いられていた。シアトル航路に投入予定の優秀船のスペックは「11,000トン級、速力20ノット」で2隻建造予定、豪州航路に投入予定の優秀船のスペックは「11,500トン級、速力20ノット」で、こちらも2隻建造が予定されていた。この合計4隻の優秀船が三池丸級貨客船である。船名はいずれも日本郵船の船名としては二代目にあたる。1隻あたりの建造コストはシアトル航路向けが800万円で、そのうち助成金は2,196,000円であった。豪州航路向けは建造コストが834万円、そのうちの助成金は227万円であった。

## 一覧
| 船名          | 起工                      | 進水                   | 竣工           | 出典        |
| ------------- | ------------------------- | ---------------------- | -------------- | ----------- |
| 三池丸        | 1940年2月1日              | 1941年4月12日          | 1941年9月30日  | [ 6 ]       |
| 三島丸→安芸丸 | 1941年7月15日             | 1942年5月15日          | 1942年10月15日 | [ 6 ]       |
| 阿波丸        | 1941年7月10日             | 1942年8月24日          | 1943年3月5日   | [ 6 ]       |
| （安芸丸）    | （1941年8月18日起工予定） | （1941年11月建造中止） |                | [ 4 ] [ 5 ] |

「三池丸」と「三島丸」がシアトル航路向け、「安芸丸」と「阿波丸」が豪州航路向けである。建造中止船を含む4隻のうち、3隻の船名が変更されていることについては「就役」の項目で説明する。これに関連し、「安芸丸」については、予定段階での船名での記述では斜体を使用する。

## 特徴
三池丸級貨客船と一口に言っても、実際にはシアトル航路向けの「三池丸」と「三島丸」と豪州航路向けの「安芸丸」と「阿波丸」とでは、船体の形状から内装からと相当な相違点があった。「三池丸」と「三島丸」には一等船室がなかったが、これはサンフランシスコ航路に投入される予定であった橿原丸級貨客船との差別化を図ったためである。「安芸丸」と「阿波丸」の就航する予定だった豪州航路はオーストラリアへのメインルートであったため、「三池丸」と「三島丸」にはない一等船室が設けられていた。
「三池丸」は原設計通りに完成したが、「三島丸」改め「安芸丸」と「阿波丸」は、太平洋戦争勃発による建造促進と資材不足のため、上層甲板が1つ減少して載貨重量が引き上げられるなど要目を改めたうえで竣工したものの、原設計の流れをある程度引き継いでいたため、シアトル航路向けの「安芸丸」と豪州航路向けの「阿波丸」とでは、艤装が簡略化されたとはいえ、依然として上部構造物に相違点が見られた。

## 就役

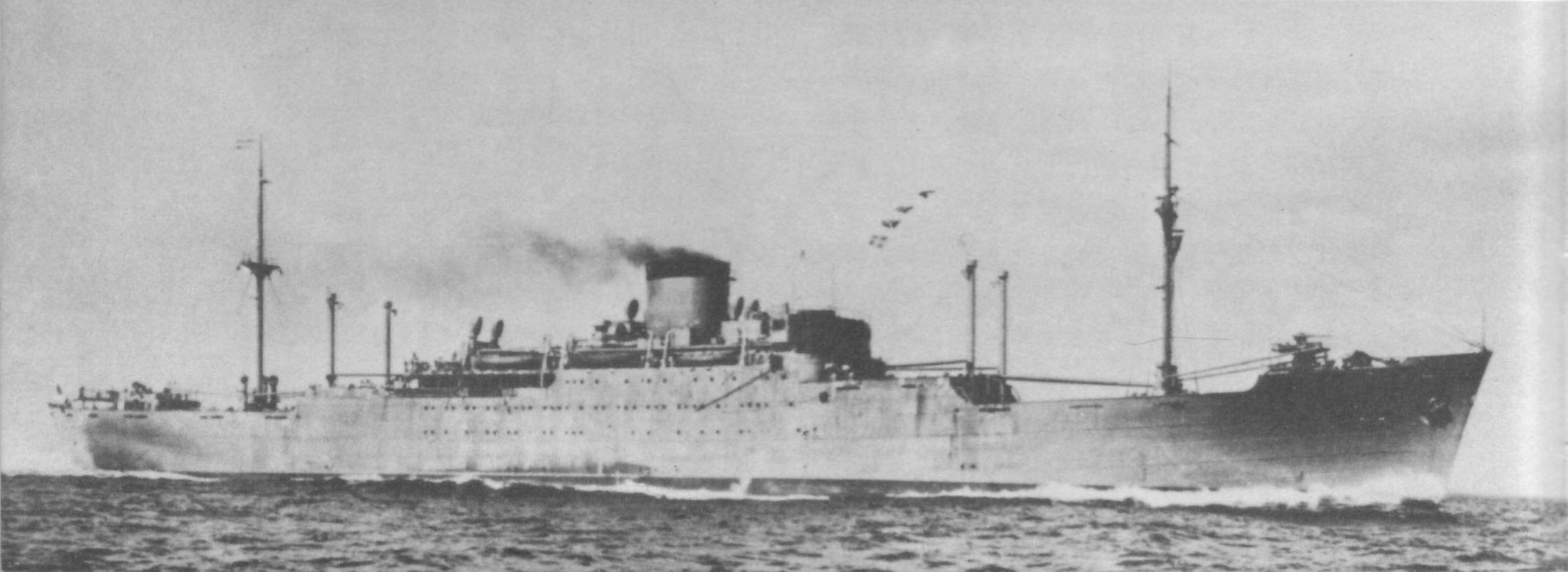
上部構造が簡略化された「安芸丸」

三池丸級貨客船4隻が予定通り竣工した暁には、シアトル航路、南米西岸航路と豪州航路の就航船は以下のとおりになる予定であった。
- シアトル航路：「三池丸」、「三島丸」および氷川丸級貨客船のうちの1隻
- 豪州航路：「安芸丸」、「阿波丸」
- 南米西岸航路：シアトル航路から転配された氷川丸級貨客船2隻、「平洋丸」

また、南米西岸航路から外れた「楽洋丸」と「墨洋丸」はボンベイ航路に転配され、同航路就航船のうちの、1913年（大正2年）建造の「安洋丸」（9,256トン）と1905年（明治38年）建造の「丹後丸」（6,893トン）の後継船となり、「丹後丸」は第三次船舶改善助成施設で建造されたA型貨物船「浅香丸」（7,398トン）の解体見合い船として解体される予定であったが、のちに解体は取り消された。しかし、第二次世界大戦の勃発や日米関係の悪化は、以上の予定を事実上「無」に帰する結果となり、第一船「三池丸」は昭和16年9月30日に竣工したものの、シアトル航路は昭和16年8月17日の「平安丸」の横浜港帰着をもって休航となっており、商業航海の機会はついに与えられず10月15日付で日本陸軍に徴傭された。
「三島丸」、「安芸丸」および「阿波丸」は、世界情勢の影響で大いに流転を重ねることとなる。この3隻は「三池丸」から1年遅れで建造が開始されたが、「安芸丸」は、建造船台となっていた三菱長崎造船所第三船台が日本海軍指定となって昭和16年11月に建造中止となり、解体処分となった。「三島丸」は豪州航路向けに変更の上、「安芸丸」と改名した。三菱長崎建造番号771番船の「阿波丸」は、建造番号が「安芸丸」のものであった770番船に振り替えられて建造が続けられることとなり、771番船は元770番船の「安芸丸」に割り振られたうえ、前述の建造中止のため欠番となった。改名と建造番号の振り替えの意図ははっきりしないが、このことは三池丸級貨客船に関する日本の書籍の記述に一部混乱を与えている。「安芸丸」と「阿波丸」も竣工後、船舶運営会使用船および陸軍徴傭船となった。「三池丸」および「安芸丸」は1944年（昭和19年）に沈没し、「阿波丸」はのちに緑十字船となったが、1945年（昭和20年）4月1日のいわゆる阿波丸事件で沈没した。

## 行動略歴
| 三池丸 | 1941年10月15日                  | 日本陸軍に徴傭                                                       |
| 三池丸 | 1941年12月8日                   | タイ領ナコン・スリタムラート上陸作戦                                 |
| 三池丸 | 1942年1月31日                   | アンボン上陸作戦                                                     |
| 三池丸 | 1942年2月17日および20日         | クーパン上陸作戦                                                     |
| 三池丸 | 1944年4月6日                    | 東松五号船団（往航）：館山出港                                       |
| 三池丸 | 1944年4月24日                   | パラオ着                                                             |
| 三池丸 | 1944年4月26日                   | 東松五号船団（復航）：パラオ出港                                     |
| 三池丸 | 1944年4月27日                   | アメリカ潜水艦「トリガー」の雷撃により損傷、火災発生で航行不能       |
| 三池丸 | 1944年4月29日                   | 沈没と推定                                                           |
| 安芸丸 | 1942年10月24日                  | 船舶運営会使用船                                                     |
| 安芸丸 | 1943年2月1日                    | 日本陸軍に徴傭                                                       |
| 安芸丸 | 1943年11月3日から16日           | ヒ14船団                                                             |
| 安芸丸 | 1944年2月26日                   | 松輸送（第二十九師団輸送）：宇品出港                                 |
| 安芸丸 | 1944年2月29日                   | アメリカ潜水艦「トラウト」の雷撃により船首部分を損傷                 |
| 安芸丸 | 1944年7月13日                   | ヒ69船団                                                             |
| 安芸丸 | 1944年7月20日                   | マニラ着、ヒ69船団から分離                                           |
| 安芸丸 | 1944年7月24日                   | ヒ68船団に加入、マニラ出港                                           |
| 安芸丸 | 1944年7月26日                   | アメリカ潜水艦「クレヴァル」の雷撃により沈没                         |
| 阿波丸 | 1943年3月10日                   | 船舶運営会使用船                                                     |
| 阿波丸 | 1943年7月19日から8月1日         | ヒ03船団                                                             |
| 阿波丸 | 1943年11月3日から16日           | ヒ14船団                                                             |
| 阿波丸 | 1944年2月1日から11日            | ヒ41船団                                                             |
| 阿波丸 | 1944年3月11日から25日           | ヒ48船団                                                             |
| 阿波丸 | 1944年5月13日から27日           | ヒ63船団                                                             |
| 阿波丸 | 1944年6月17日から26日           | ヒ66船団                                                             |
| 阿波丸 | 1944年8月10日                   | ヒ71船団：伊万里湾出港                                               |
| 阿波丸 | 1944年8月19日                   | アメリカ潜水艦「ラッシャー」の雷撃により損傷                         |
| 阿波丸 | 1944年8月26日                   | マニラ着                                                             |
| 阿波丸 | 1944年9月1日                    | 昭南（シンガポール）着                                               |
| 阿波丸 | 1944年12月26日から1945年1月13日 | ヒ84船団                                                             |
| 阿波丸 | 1945年2月17日から4月1日         | 緑十字船                                                             |
| 阿波丸 | 1945年4月1日                    | アメリカ潜水艦「クイーンフィッシュ」の雷撃により沈没（阿波丸事件）。 |

## 要目一覧
| 船名   | 総トン数/ (載貨重量トン数)    | 全長/垂線間長 | 型幅    | 型深    | 主機/馬力（最大）                         | 最大速力    | 旅客定員                                                                            | 備考・出典   |
| ------ | ----------------------------- | ------------- | ------- | ------- | ----------------------------------------- | ----------- | ----------------------------------------------------------------------------------- | ------------ |
| 三池丸 | 11,738 トン （9,082トン）     | 154.85 m Lpp  | 20.00 m | 12.60 m | 三菱MS型 ディーゼル機関2基2軸 13,752 馬力 | 20.6 ノット | 二等：100名 三等：136名                                                             | [ 38 ]       |
| 安芸丸 | 11,409 トン （10,422.86トン） | 155.13 m Lpp  | 20.00 m | 12.60 m | 三菱MS型 ディーゼル機関2基2軸 15,713 馬力 | 20.7 ノット | 一等：37名                                                                          | [ 39 ]       |
| 阿波丸 | 11,249 トン （10,918.8トン）  | 154.97 m Lpp  | 20.20 m | 12.60 m | 三菱MS型 ディーゼル機関2基2軸 16,141 馬力 | 20.8 ノット | 一等：97名（予定） 三等：140名（予定） 臨時船客：100名（予定） 一等：37名（竣工時） | [ 4 ] [ 40 ] |